# 毛内茂胤
毛内 茂胤（もうない しげたね）は、江戸時代末期の弘前藩士。

## 概要
文政7年(1824年)、津軽藩用人、毛内裕胤の長男として生まれる。弟は新選組隊士毛内有之助。
嘉永5年(1852年)5月、父が病死。家督300石を継ぎ、有右衛門を名乗る。
明治維新後は、有人を名乗り隠居。家督は長男の嘉胤が継いだ。
明治21年(1888年)死去。享年64。
孫に陸軍中将毛内靖胤と海軍少将毛内效がいる。

## その他
- 毛内氏当主は代々、有右衛門を名乗ってきたが、明治になって通称と諱を併称する事が禁止された為、嘉胤以降はこの名を用いなくなった。その為、この茂胤が最後の有右衛門である。
- 一部のネット記事等では、茂胤と嘉胤(茂胤の息子)が同一人物とされているが、全くの別人物である。